# Oxygen (film)
Oxygen is een Amerikaanse thriller uit 1999 over een vrouw die levend begraven wordt voor losgeld.

## Verhaal
Op klaarlichte dag wordt Frances Hannon, de vrouw van miljonair Clark Hannon, in een auto gesleurd en ontvoerd. In een afgelegen bos graaft een van de twee ontvoerders een put waar ze vervolgens in een houten kist in begraven wordt. Middels een videoband wordt 1 miljoen dollar losgeld geëist van haar man die, mocht hij de locatie van zijn vrouw willen verkrijgen, de politie erbuiten moet laten.
Die stapt desondanks naar de politie en er wordt een team samengesteld onder leiding van Tim Foster en met diens alcoholverslaafde vrouw Madeline. Die gaat een hoofdrol spelen als ze na de overdracht van het losgeld wordt opgemerkt door het brein achter de ontvoering. Na een achtervolging wordt hij opgepakt. Hij lost echter geen woord en de klokt tikt voor Frances Hannon, die voor slechts 24 uur zuurstof zou hebben. Uiteindelijk geeft de man aan enkel met de agente die zijn plan verknoeide - Madeline dus - te willen praten.
Die krijgt echter ook geen nuttige informatie uit de man die zich "Harry Houdini" noemt. Die probeert Foster te overhalen de doorkijkspiegel af te schermen en over haar eigen problemen - haar buitenechtelijke affaire en de sigaretbrandplekken op haar armen in het bijzonder - te vertellen. Hierdoor komt ook haar man, die het onderzoek leidt en achter de doorkijkspiegel staat, dit te weten.
Door het gebrek aan vooruitgang zorgt Clark Hannon ervoor dat de FBI zich met de zaak gaat bemoeien en die nemen de ondervraging over. Harry leidt hen vervolgens naar een bos waar hij hen een kist laat opgraven. Daarin vinden ze Frances Hannons hond. Intussen vindt Foster, na een tip van Harry, het lijk van Harry's handlanger in een motelkamer. Daardoor weten ze dat Harry niets meer te verliezen heeft bij de ondervragingen.
Nu in een lokaal politiekantoor commandeert Harry opnieuw enkel met Foster te willen spreken. Gezien de penibele situatie van Frances kan hij de politie overhalen Foster met hem af te zonderen. Tijdens het gesprek dat volgt komt boven water dat Harry alles, van ontvoering tot de ondervragingskamer waarin ze zich bevinden, gepland had. Agenten die intussen zijn ware identiteit achterhaald hebben vinden bij hem thuis gedetailleerde plannen van het politiekantoor. Als agenten daarom de ondervragingskamer binnenvallen heeft Harry Foster al overmeesterd en is met haar in het bos achter het kantoor gevlucht.
Daar blijkt hij Frances begraven te hebben. Hij onthult van plan te zijn Foster bij Frances in de kist te steken en haar levend te begraven om vervolgens zelf te verdwijnen en de geschiedenis in te gaan als ontsnappingskoning. Aldus graaft hij Francis op die schijnbaar levenloos in de kist ligt. Eensklaps slaat ze Harry echter neer met de zaklamp die ze had meegekregen. Foster grijpt zijn pistool en duwt hem in de kist. Ze wordt vervolgens uitgedaagd om hem levend te begraven en ten slotte schiet ze hem neer.

## Rolbezetting
| Acteur            | Personage       | Opmerkingen                            |
| ----------------- | --------------- | -------------------------------------- |
| Maura Tierney     | Madeline Foster | Protagonist, politierechercheur        |
| Adrien Brody      | Harry "Houdini" | Antagonist, psychopathische moordenaar |
| Michael Henderson | Greg Evans      | Harry's handlanger                     |
| Laila Robins      | Frances Hannon  | Ontvoerde vrouw                        |
| James Naughton    | Clark Hannon    | Frances' man                           |
| Terry Kinney      | Tim Foster      | Hoofdrechercheur en Madelines' man     |
| Paul Calderon     | Jesse           | Rechercheur                            |
| Slavko Stimac     | Jerome Jerzy    | Rechercheur                            |
| Dylan Baker       | Jackson Lantham | FBI-agent                              |
| Frankie Faison    | Phil Kline      | FBI-agent                              |

## Prijzen en nominaties
Regisseur Richard Shepard werd door het - voormalige - Taos Talking Pictures Film Festival van 1999 genomineerd voor Oxygen.